# Ruth Tachezy
Ruth Tachezy (* Olomouc) je česká experimentální viroložka. Působí v Ústavu hematologie a krevní transfuze, centru Biocev a vede katedru genetiky a mikrobiologie na Přírodovědecké fakultě UK v Praze.

## Život
Narodila se v Olomouci, vyrůstala ve Vrchlabí. Vystudovala molekulární biologii a genetiku na Přírodovědecké fakultě UK (PřF UK) v Praze. Diplomovou práci na téma „Využití restrikční analýzy pro ověření evolučních vztahů a klasifikaci trichomonád“ obhájila v roce 1987. V roce 1988 pracovala na fakultě v rámci Katedry parazitologie a hydrobiologie a získala titul RNDr. Od roku 1989 pracuje na oddělení experimentální virologie Ústavu hematologie a krevní transfuze (ÚHKT).
V 90. letech absolvovala několik zahraničních stáží (USA, Finsko, Belgie). V roce 1996 získala titul Ph.D. v oboru molekulární virologie (doktorandská práce „Diversity of papillomaviruses“). Od roku 1998 v rámci ÚHKT vede Národní referenční laboratoře pro papillomaviry a polyomaviry a v období 2012–2015 zde vedla laboratoře molekulární epidemiologie virů. Vede výzkumnou skupinu v centru AV ČR a University Karlovy Biocev a katedru genetiky a mikrobiologie PřF UK.
Po vypuknutí pandemie covidu-19 komentovala související dění pro řadu českých médií (Česká televize, Český rozhlas a další). Na přelomu let 2020 a 2021 se připojila k nově vzniklé Iniciativě Sníh.